# Preusselater
Preusselater is een geslacht van kevers uit de familie  
kniptorren (Elateridae).
Het geslacht is voor het eerst wetenschappelijk beschreven in 1999 door Schimmel.

## Soorten
Het geslacht omvat de volgende soorten:
- Preusselater asperulatus (Candèze, 1900)
- Preusselater proximus Schimmel, 1999